# Бонаці
Бонаці (хорв. Bonaci) — населений пункт у Хорватії, в Істрійській жупанії у складі міста Пореч.

## Населення
Населення за даними перепису 2011 року становило 104 осіб.
Динаміка чисельності населення поселення:

## Клімат
Середня річна температура становить 13,09 °C, середня максимальна – 27,00 °C, а середня мінімальна – -1,57 °C. Середня річна кількість опадів – 940 мм.
| Клімат поселення                              | Клімат поселення | Клімат поселення | Клімат поселення | Клімат поселення | Клімат поселення | Клімат поселення | Клімат поселення | Клімат поселення | Клімат поселення | Клімат поселення | Клімат поселення | Клімат поселення | Клімат поселення |
| Показник                                      | Січ.             | Лют.             | Бер.             | Квіт.            | Трав.            | Черв.            | Лип.             | Серп.            | Вер.             | Жовт.            | Лист.            | Груд.            |                  |
| Середній максимум, °C                         | 9,76             | 10,65            | 13,67            | 17,16            | 22,24            | 26,40            | 27,00            | 26,64            | 22,10            | 17,36            | 12,35            | 9,09             |                  |
| Середня температура, °C                       | 4,09             | 4,97             | 8,01             | 11,48            | 16,57            | 20,74            | 23,12            | 22,76            | 18,22            | 13,48            | 8,46             | 5,21             |                  |
| Середній мінімум, °C                          | −1,57            | −0,69            | 2,35             | 5,83             | 10,91            | 15,06            | 19,24            | 18,89            | 14,33            | 9,60             | 4,58             | 1,32             |                  |
| Норма опадів, мм                              | 67               | 55               | 67               | 76               | 70               | 81               | 57               | 83               | 88               | 106              | 107              | 83               |                  |
| Середньомісячна швидкість вітру, м/с          | 2.01             | 2.29             | 2.41             | 2.44             | 2.20             | 2.10             | 2.10             | 2.02             | 2.06             | 2.21             | 2.28             | 2.18             |                  |
| Середньомісячна сонячна радіація, кДж/м²·день | 4503             | 7441             | 10726            | 15182            | 19379            | 21154            | 22126            | 18992            | 14072            | 8997             | 4902             | 3796             |                  |
| --------------------------------------------- | ---------------- | ---------------- | ---------------- | ---------------- | ---------------- | ---------------- | ---------------- | ---------------- | ---------------- | ---------------- | ---------------- | ---------------- | ---------------- |
| Джерело:                                      |                  |                  |                  |                  |                  |                  |                  |                  |                  |                  |                  |                  |                  |